# Rosa Berón
Rosa Berón ( Zárate, provincia de Buenos Aires, Argentina, 18 de diciembre de 1933 – Buenos Aires, ídem, 22 de agosto de 2001) fue una cancionista argentina de folclore, que perteneció a una familia de destacados artistas populares e integró con su hermana Elba el dúo Las Hermanas Berón. 

## Antecedentes familiares
Nació en la ciudad de Zárate (provincia de Buenos Aires), hija del cantor, compositor y guitarrista dedicado al folclore Adolfo Manuel Berón, y de Antonia Iglesias. Cuando Rosa tenía pocos años de edad, sus tres hermanos mayores Manuel Adolfo, José y Raúl ―que habían aprendido a cantar y tocar la guitarra con su padre― ya actuaban ejecutando música folclórica, destacándose en radios de la ciudad de Buenos Aires.
Desde la más tierna infancia, Rosa y su hermana tres años mayor Elba también aprendieron con su padre a tocar la guitarra, cantar temas folclóricos y en bailar danzas criollas. Todos los días, en su hogar se realizaban tertulias con artistas zarateños, por lo que la música era parte de la vida familiar. Manuel Adolfo Berón  las incorporó desde pequeñas al conjunto que dirigía bajo la denominación de “Los Provincianitos”.
En 1943 Elba debutó en el programa de radio La Matinée de Juan Manuel, como cancionista de temas criollos, acompañándose con su guitarra y en 1946 Rosa lo hizo integrando con su hermana Elba el dúo “Las Hermanas Berón”. Esta primera presentación algunas fuentes la ubican en Radio Belgrano, donde interpretaban canciones criollas, milongas y valses y otras en una de las salas de “El Tronío” de Buenos Aires en un espectáculo del que participaban Miguel de Molina, Angelillo y  la célebre “bailaora” Carmen Amaya. El Tronío era un “colmao” muy conocido en las décadas de 1940 y 1950 que funcionó en Avenida Corrientes 561 de Buenos Aires y contaba con tres salas; se lo denominaba “La Catedral del Varieté” y sus espectáculos eran variedades con predominio de las de música y baile españoles; la dirección musical estaba a cargo del maestro Francisco Madorrán, autor entre otros temas musicales de la marcha característica del colmao. En Radio Belgrano fueron contratadas como artistas exclusivos para los programas auspiciados por la empresa Jabón Federal y para la discográfica RCA Victor grabaron hasta 1956 acompañadas siempre por músicos de primer nivel más de treinta temas entre las cuales se recuerdan por su éxito  la canción de Atahualpa Yupanqui, El arriero va; la cueca de Montbrun Ocampo, La dos puntas; la danza de Andrés Chazarreta, La firmeza y la cueca de Rodolfo  Sciammarella, A San Juan. En sus acompañamientos estuvieron su padre, los guitarristas puntanos José Zabala y Alfredo Alfonso, Julio y Juan Navarro; Adolfo Carné; Ángel Linares; Avelino Casco y Carlos Márquez, el pianista Francisco Tropoli y el director Juan Nistal. En algunos temas, por consejo de Manuel Berón, incorporaron violines e instrumentos de viento.
Las Hermanas Berón actuaron en los más importantes espectáculos radiales en vivo y registraron muchas grabaciones. Trabajaron juntas durante diez años Las Hermanas Berón fueron las figuras estelares en las confiterías La Querencia, Goyescas, Mi Refugio y en las radios Belgrano, El Mundo y Radio Provincia de Buenos Aires.
En 1959 Rosa volvió a Buenos Aires con su esposo y el dúo se recompuso para hacer grabaciones para el sello Music-Hall pero a poco el matrimonio viajó a México donde Resquín continuó por más de 10 años ligado al fútbol como jugador y, después, como director técnico.
Al inicio de la década de 1970 Rosa retornó definitivamente al país y por su amistad con Alejandro Romay actuó como solista en programas de Canal 9 como Sábados de la bondad, Grandes Valores del Tango, El Especial y El Show de Hugo del Carril.
En 1977 Rosa y Elba volvieron a actuar en dúo en su propio local de música argentina La Casa de las Hermanas Berón ubicado en el barrio de San Telmo, donde también actuaban otros destacados artistas como sus hermanos Raúl y Adolfo, Armando Pontier, Ruth Durante y el hijo de Elba, Paco Mosquera Berón al frente de la orquesta estable. Rosa cesó su carrera artística en 1979 con una actuación en el Club Argentino de Zárate acompañada por el conjunto de cuerdas de su hermano Adolfo.

## Estilo y valoración
Elba tenía un timbre vocal muy semejante al de sus hermanos Raúl y José. También tenía de Sofía Bozán una manera particular de frasear el tango. Rosa aportaba al dúo la voz más aguda.
El dúo no solamente atraía al público por la pulcritud de sus afinaciones y la claridad de las tonalidades de sus voces sino también porque innovando respecto del estilo de otros cantantes del género de la época no se quedaban quietas en el escenario sino que haciendo gala de un gran dominio actoral se desplazaban con soltura a la vez que dialogaban entre sí y con el público, intercalando términos y giros idiomáticos propios del lenguaje gauchesco. Fue Miguel de Molina quien les sugirió esta modalidad que semejaba la que él mismo y otros cantores y cantantes andaluces hacían para provocar  la alegría y la participación del público. En ese juego actoral  Rosa tomaba el papel de la más seria y recatada mientras su hermana aparecía como la más socarrona y audaz, capaz de perturbar los solos de Rosa gesticulando a sus espaldas o alzando su voz en actitud desafiante, para provocar la hilaridad de los presentes.
La cantante Margarita Palacios opinó que: 

“Las Berón formaron el dúo de voces femeninas más completo del folklore nacional. Nunca desafinaban. Podían cantar lo más difícil, desde un huayno a una tonada o una milonga surera. Nunca supe como lo hacían tan bien.”

## Vida personal
Rosa Berón mantuvo un intenso romance con Mariano Mores, conforme el testimonio del propio músico. Durante su primer matrimonio perdió en 1952 su primer embarazo. Ese matrimonio fue uno de los pocos que fue disuelto durante el corto lapso -diciembre de 1954 a septiembre de 1955- que estuvo en vigencia la ley de divorcio vincular. Después de derrocado el presidente Juan Domingo Perón las hermanas –políticamente cercanas al mismo- tuvieron dificultades para trabajar y actuaron en La Querencia, un local  de la Avenida de Mayo al 800 dedicado al folclore al mismo tiempo que terminaban sus grabaciones pendientes, que culminaron con la del chamamé festivo La tía Renuncia de Juan Carlos Mareco (Pinocho) en diciembre de 1956. 
Por esa época Rosa Berón se casó con el futbolista del club  San Lorenzo de Almagro Roberto Resquín, que fue contratado para jugar en el exterior, por lo que el matrimonio pasó a residir en el extranjero en tanto Elba continuó su carrera como solista y definida hacia el tango. Con el tiempo la pareja se instaló en Monterrey, México, donde nacieron sus dos hijos, un varón y una mujer.
Rosa Berón falleció en Buenos Aires el 22 de agosto de 2001 y sus restos fueron depositados en el panteón de Sadaic del cementerio de la Chacarita.